# Собеский, Станислав
Стани́слав Собе́ский (ок. 1450 — между 1508 и 1516) — польский шляхтич герба «Янина». Первый исторически засвидетельственный владелец Собешина.

## Биография
Станислав Собеский родился около 1450 года в Собешине. Он был сыном Николая Собеского и его жены Ядвиги (её происхождение неизвестно).
Около 1480 года женился на Маргарите Кржинецкой, дочери Себастьяна Кржинецкого. Супруги имели пять детей:
- Николай, владелец Собешина
- Валентин, владелец Радорижа
- Збигнев, владелец Кжинца
- Себастьян, владелец Хмельника, Ясковиц и Блинова
- Урсула, жена Станислава Ожаровского.

В документ от 1508 года Станислав Собеский упоминается как владелец нескольких сёл, в том числе Собешина. Станислав Собеский скончался между 1508 и 1516 годами.